# سیلک (کمیک)
سیلک (به انگلیسی: Silk) با نام واقعی سیندی مون یک شخصیت خیالی ابرقهرمان کره‌ای آمریکایی در کتاب‌های کمیک آمریکایی منتشر شده توسط مارول کامیکس است. این شخصیت که توسط دن اسلات و هامبرتو راموس خلق شده است، در آوریل سال ۲۰۱۴ و در اولین شماره از مجموعه کمیک‌های مرد عنکبوتی شگفت‌انگیز حضور یافت. اولین حضور او به صورت تک‌جلوه بود و سپس در شمارهٔ ۴ از مرد عنکبوتی شگفت‌انگیز، به صورت کامل ظاهر شد.

## زندگینامه ساختگی شخصیت
۱۳ سال پیش، عنکبوتی که به‌طور اتفاقی در حال رد شدن از کنار یک منبع رادیواکتیوی بود، در معرض مقدار زیادی از پرتو این منبع قرار گرفت. او در ادامهٔ راه وقتی به جوانی به نام پیتر پارکر رسید، او را نیش زد. این عنکبوت، قبل از اینکه بمیرد، در راهش به دختری جوان به نام سیندی مون برخورد کرد و قبل از مرگ موفق به گزیدن او نیز شد.
پس از گذشت چند وقت، سیندی مون متوجه می‌شود که دارای قدرت‌هایی شبیه به عنکبوت شده است؛ و می‌تواند از هر سطحی بالا برود، با سرعت فوق‌العاده بالایی حرکت کند، و با دستان اش تار عنکبوت تولید کند. تا اینکه روزی، تاجری به نام ازکیل سر می‌رسد و به سیندی مون و خانواده‌ش پیشنهاد می‌دهد که سیندی را در استفاده از قدرت‌هایش تحت آموزش قرار دهد. پس از ۶ سال تمرین در کنار ازکیل، شکارچی قدرتمندی به نام مورلان از تاریکی به بیرون خزیده و ادعا می‌کند که باید تمام افراد دارای قدرت‌های عنکبوتی را از روی زمین محو، و از آن‌ها تغذیه کند. ازکیل که متوجه شد مورلان به دنبال سیندی می‌گردد، او را در مکانی حفاظت شده در زیر برج خود مخفی می‌کند تا مانع ردیابی او توسط مورلان شود. این پناهگاه برای سال‌ها دارای مواد غذایی، کتاب و نوارهایی از دنیای بیرون بود که سیندی هر روز آن‌ها را تماشا می‌کرد. او رمز خارج شدن از پناهگاه را می‌دانست و در زمان دلخواه قادر به ترک آنجا بود، اما با وجود خستگی شدید و عواقب این کار تصمیم به ماندن گرفت.

### رویداد گناه اصلی
۷ سال بعد پیتر پارکر که حالا به ابرقهرمانی تحت عنوان مرد عنکبوتی تبدیل شده بود، زمانی در معرض انرژی چشم واچر قرار می‌گیرد، تصاویری به او الهام می‌شود. او در این تصاویر، سیندی مون را مشاهده می‌کند که در معرض نیش عنکبوت قرار گرفته و سعی داشت به او دربارهٔ مورلان هشدار دهد. پیتر برای تحقیق بیشتر به آن محل رفته و پس از درگیری با سربازان ازکیل، موفق می‌شود که سیندی را از آنجا خارج کند. سیندی پس از آزاد شدن، شروع به سرزنش پیتر می‌کند، اما پیتر به او می‌گوید که مورلان مرده است (پیتر قبلاً با او مبارزه و او را شکست داده بود). سیندی پس از اینکه کمی آرام می‌شود، تصمیم می‌گیرد به نیویورک بازگردد. سیندی لباسی از جنس تار عنکبوت برای خودش درست می‌کند و به مرد عنکبوتی می‌گوید از این پس او را با نام سیلک خطاب کند.

## توانایی‌ها و قدرت‌ها
سیندی توانایی‌های مشابه با پیتر پارکر دارد؛ زیرا توسط همان عنکبوت رادیواکتیوی دچار گزیدگی شده است، اگرچه به نظر می‌رسد حواس عنکبوتی او بسیار قوی‌تر از پیتر است. او از قدرت، سرعت، استقامت، پایداری، چابکی و واکنش ابرانسانی برخوردار است. پیتر در اولین برخوردش با سیندی، متوجه شد او از سرعت بیشتری نسبت به خودش برخوردار است اما دارای قدرت بدنی کمتری می‌باشد. همچنین بدن سیندی مون به صورت ارگانیک تار تولید می‌کند که از طریق انگشتان او شلیک می‌شود، اما پیتر برای تار افکنیدن نیاز به تارافکن‌های مصنوعی دارد. همچنین سیندی حافظه هویدا بسیار قوی‌ای دارد.

## در دیگر رسانه‌ها
در ۲۲ ژوئن ۲۰۱۸، خبری مبنی بر ساخت فیلمی بر اساس این شخصیت با عنوان سیلک توسط شرکت سونی پیکچرز و مارول استودیوز منتشر شد.که البته بعدها این سریال کنسل شد.